# Coudols
Der Coudols (französisch: Ruisseau de Coudols) ist ein kleiner Fluss im Süden von Frankreich, der im Département Aveyron der Region Okzitanien westlich der Stadt Millau verläuft.

## Geografie

### Verlauf
Der Coudols entspringt unter dem Namen Ruisseau des Prades am Plateau du Lévézou im westlichen Gemeindegebiet von Castelnau-Pégayrols, entwässert nach einem anfänglichen Bogen über Nordwest generell in südwestlicher Richtung, passiert dabei den Regionalen Naturpark Grands Causses und mündet nach rund 17 Kilometern im Gemeindegebiet von Ayssènes als rechter Nebenfluss in den Tarn. Im Mündungsbereich nimmt der Coudols noch seinen Zufluss Vernobre auf.

### Orte am Fluss
(Reihenfolge in Fließrichtung)
- Les Canabières, Gemeinde Salles-Curan
- Coudols, Gemeinde Viala-du-Tarn
- Ardennes, Gemeinde Ayssènes
- Ayssènes